# ای آی ای: ناظر بیگانه
ای آی ای: ناظر بیگانه (به انگلیسی: A I A: Alien Observer) هفتمین آلبوم استودیویی از موسیقی‌دان آمریکایی لیز هریس می‌باشد که تحت نام هنری گروپر منتشر شده‌است. این آلبوم به‌عنوان دومین بخش از مجموعهٔ آلبوم دوبخشی ای آی ای در ۱۱ آوریل سال ۲۰۱۱ از سوی یلو الکتریک منتشر گردید. ترانهٔ «ناظر بیگانه» در ۳ آوریل پیش از انتشار آلبوم منتشر شده بود.